# Іван Пільюд
Іван Алексіс Пільюд (англ. Iván Alexis Pillud, народився 24 квітня 1986) — аргентинський професійний футболіст, який грає на позиції правого захисника клубу «Расінг» де Авельянеда, де також він є капітаном.
Переважну частину своєї кар'єри він провів у клубі Расінг.

## Клубна кар'єра
Народився в Капітан Бермудес, провінція Санта-Фе, Пільюд розпочав свою ігрову кар'єру в 2005 році в аргентинському другому дивізіоні за «Тіро Федерал». У 2008 році він дебютував у Першому дивізіоні після того, як був відданий в оренду «Ньюеллс Олд Бойз».
У липні 2009 року Пільюд приєднався до іспанського клубу «Еспаньйол», також на правах оренди. Майже не з’являвся протягом свого єдиного сезону, його дебют відбувся 30 серпня у виїзній поразці Ла Ліги з рахунком 1:0 проти «Атлетіка» Більбао.
Пільюд повернувся на батьківщину для кампанії 2010–2011, підписавши контракт з «Расінг Клуб де Авельянеда». 31 січня 2014 року він знову змінював команди та країни, був відданий в оренду ФК «Еллас Верона» в Італії з можливістю постійного переходу. Провів свою першу гру в Серії А 23 березня, вийшовши на заміну на 68-й хвилині в поразці 0:5 проти «Сампдорії».

## Міжнародна кар'єра
16 березня 2011 року Пільюд провів свій перший матч за збірну Аргентини, зігравши в першому таймі товариської гри проти Венесуели, яка перемогла з рахунком 4:1.